# 西仓站
西倉站（韓語：서창역）是朝鮮民主主義人民共和國平安南道德川市的一個鐵路車站，属于西倉線。

## 邻近车站
長上線
铁骑山站 - 西倉站